# Staten Island Heights
Die Staten Island Heights sind eine hauptsächlich flache und vereiste Hochebene im ostantarktischen Viktorialand. Sie erstrecken sich zwischen dem Greenville Valley und dem Alatna Valley in der Convoy Range.
Der United States Geological Survey kartierte die Hochebene anhand geodätischer Vermessungen und mithilfe von Luftaufnahmen der United States Navy. Das Advisory Committee on Antarctic Names benannte sie im Jahr 1964 nach dem Eisbrecher USCGC Staten Island, der seit 1956 zum US-Verband im McMurdo-Sund gehört hatte.